# Colonización de Ceres

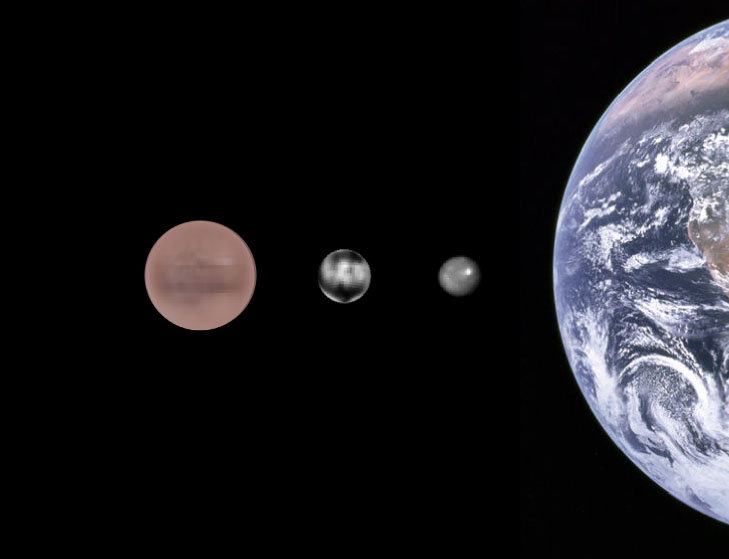
Imagen a escala, de izquierda a derecha, Eris, Caronte, Ceres y la Tierra.

Ceres ha sido propuesto como uno de los posibles objetivos de colonización humana en el sistema solar interior.

## Condiciones físicas

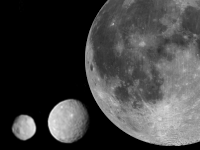
...4 Vesta, Ceres, y la Luna.

Ceres es un planeta enano que se encuentra en el cinturón de asteroides, compuesto por alrededor de un tercio de la masa de todo el cinturón y es el sexto cuerpo más grande del sistema solar interno tanto en masa como en volumen. Tiene forma esférica, y una gravedad en su superficie equivalente al 2'8% de la de la Tierra. Su superficie es aproximadamente de 1'9% a la de la tierra firme de nuestro planeta, equivalente al área de Argentina. Las observaciones indican que alberga una gran cantidad de agua congelada, alrededor de 1/10 del agua total que hay en los océanos de la Tierra. El flujo de energía solar de 150 W/m² (en perihelio), que es nueve veces más pequeña que la de nuestro planeta, sigue siendo suficiente como para la instalación de energía solar.

## Emplazamiento estratégico
Siendo el cuerpo más grande del cinturón de asteroides, Ceres podría convertirse en la base principal y transporte central para el futuro de la infraestructura de la minería de los asteroides,  permitiendo transportar recursos minerales más lejanos a Marte, la Luna y la Tierra. 
Su colonización también se convertiría en un paso en el camino de la colonización de otros cuerpos del sistema solar, tales como los satélites de Júpiter. A causa de su pequeña velocidad de escape, combinado con las grandes cantidades de agua congelada, podría servir como una fuente de agua, combustible y oxígeno para abastecer las naves.

## Problemas potenciales
- Ceres carece de campo magnético.
- Ceres no alberga una atmósfera.
- Ceres tiene una gravedad superficial muy baja.
- Ceres recibe relativamente poca radiación solar.
- Delta-v del espacio cislunar es más grande que Marte.